# Linda Watson
Linda Margaret Watson (15 september 1955) is een hockeyster uit Zimbabwe. 
De Zimbabwaanse hockeyploeg kreeg zes weken voor de Olympische Spelen 1980 de gelegenheid deel te nemen aan de spelen, omdat vijf uitgenodigde landen verstek lieten gaan.
Linda Watson won met haar ploeggenoten de gouden medaille. In vijf wedstrijden maakte zij één doelpunt.

## Erelijst
- 1980 –  Olympische Spelen in Moskou